# Apalis porphyrolaema
Apalis porphyrolaema е вид птица от семейство Cisticolidae.

## Разпространение
Видът е разпространен в Бурунди, Демократична република Конго, Кения, Руанда, Танзания и Уганда.